# Sinești (Ialomița)
Sineşti é uma comuna romena localizada no distrito de Ialomiţa, na região de Muntênia. A comuna possui uma área de 55.59 km² e sua população era de 2275 habitantes segundo o censo de 2007.